# Taxi para tres
Taxi para tres es una película chilena del género de comedia, drama y crimen dirigida por Orlando Lübbert y estrenada el 2 de agosto de 2001. Tuvo una destacada participación en el Festival Internacional de Cine de Mar del Plata, donde ganó como mejor película, en el Festival Internacional del Nuevo Cine Latinoaméricano de La Habana, donde ganó en tres categorías y en los Premios APES, donde ganó en mejor película, director y actor. Además estuvo nominado a mejor película extranjera de habla hispana en los Premios Goya.
Ganadora del premio la concha de oro en el Festival Internacional de Cine de San Sebastián en el año 2001.

## Sinopsis/Resumen
Ulises (Alejandro Trejo) es un taxista que es asaltado por Chavelo (Daniel Muñoz) y Coto (Fernando Gómez-Rovira), quienes lo obligan a elegir entre ir al volante del taxi mientras ellos cometen sus asaltos o a ir en la maleta, usando la frase Volante o maleta. De este modo Ulises se vuelve un miembro de la banda de estos asaltantes. Pasando ya varios asaltos fallidos y algunos exitosos, le empieza a llegar parte del botín, y lo que antes le parecía inmoral e incorrecto le empieza a parecer normal. Los asaltantes pasan a quedarse incluso en el hogar del taxista y a regalarle bienes a su familia, lo que hace que esta también encubra a estos personajes.
Ulises pronto tendrá que decidir entre los beneficios y los percances que este nuevo estilo de vida le ha traído.

## Reparto
- Daniel Muñoz como Chavelo.
- Alejandro Trejo como Ulises.
- Fernando Gómez-Rovira como Coto.
- Ivonne Becerra como Almacenera.
- Elsa Poblete como Nelly.
- Daniel Alcaíno como Periodista TV.
- Felipe Ortega como Amaro.
- Edgardo Carvajal como Ronny.
- Denitze Lecaros como Javiera.
- Víctor Rojas como Hugo Soto.
- Gerardo Orchard como Julián Castro.
- Lorena Prada como Secretaria Oficina Lada.
- Cristián Quezada como Inspector Padilla.
- René Castro como Inspector Romero.
- Marío Escobar como "Bala Fría".
- Iban Ayala como Evangélico.
- Juan Rodríguez como Muchacho del Triciclo.